# John Krause
John Krause (Framingham, 11 novembre 1983) è un ex calciatore statunitense naturalizzato portoricano, di ruolo difensore.